# Ragnhild Haraldsdatter
Ragnhild Haraldsdatter fue una princesa noruega del siglo IX.
Según Snorri Sturluson en Heimskringla, Ragnhild era hija de Harald Gulskeg del reino de Sogn. Las fuentes no están claras, pero según Snorri, Ragnhild se casó con el rey Halvdan Svarte. Tuvieron un hijo llamado Harald que fue criado con su abuelo. Cuando su abuelo murió, su reino en Sogn fue tomado por Harald. Ragnhild murió el mismo año que su padre, y Harald murió al año siguiente, con 10 años. Halvdan Svarte luego exigió el reino de su hijo. Nadie se opuso a esto, y el rey Halvdan nombró al jarl de Gaular para gobernar en Sogn.
Fagrskinna, que Snorri construye en parte en sus sagas, confirma la información, mientras que Ågrip no menciona ninguna Ragnhild Haraldsdatter.
Halvdan Svarte se casó más tarde con Ragnhild Sigurdsdatter y tuvieron un hijo que también se llamaba Harald, conocido como Harald Hårfagre.